# Margarete Wolff

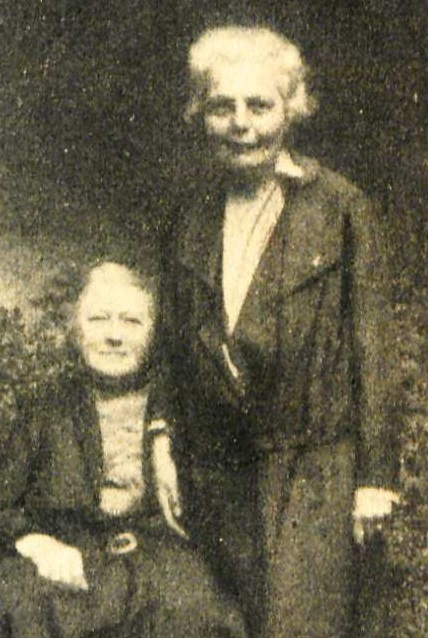
Margarete Behm (sitzend) und Margarete Wolff in Schloss Labers (um 1926). Ausschnitt aus einer Fotografie in Muttel Behm.

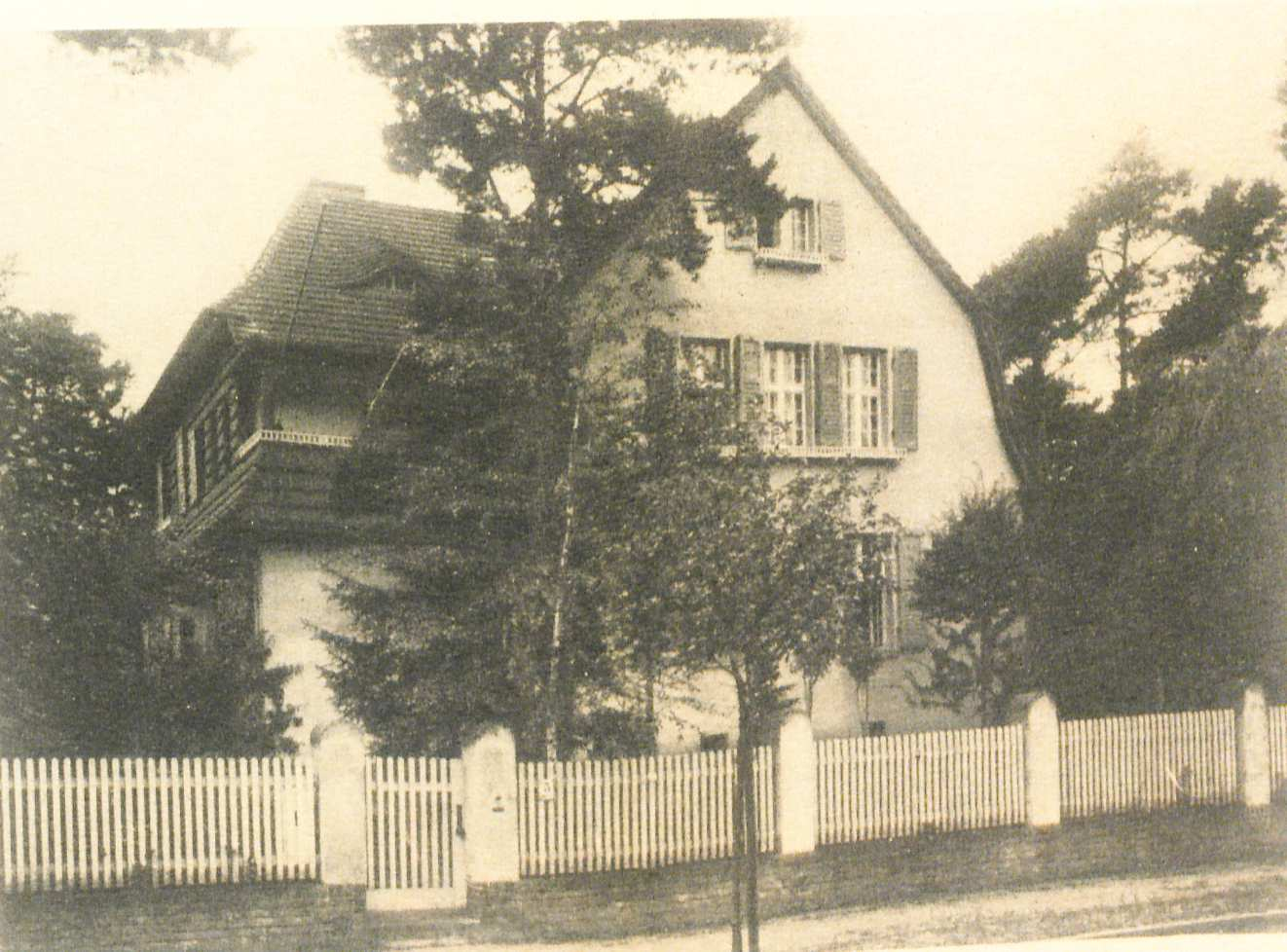
Wohnhaus in Zehlendorf (nach 1910)

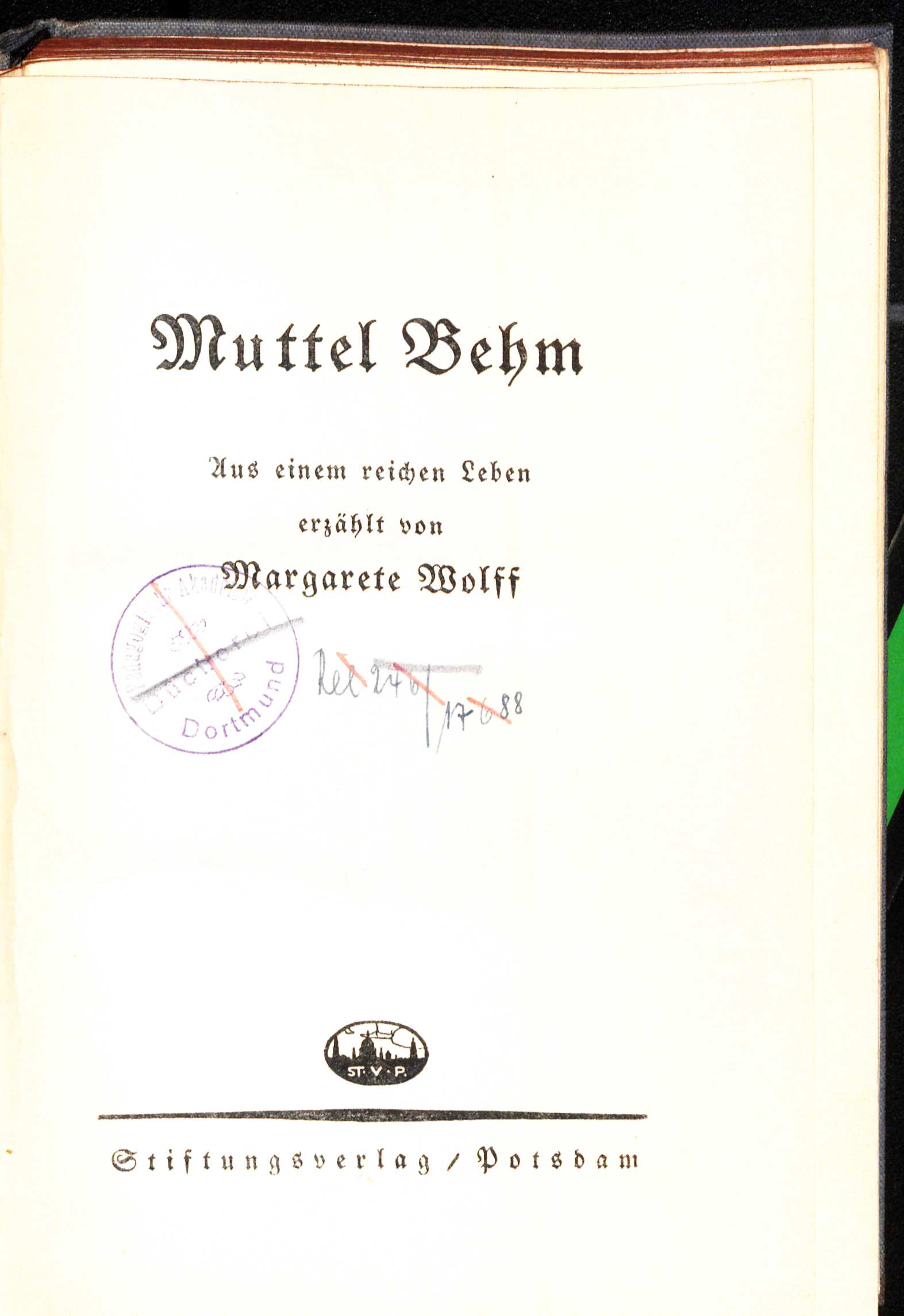
Muttel Behm (1930)

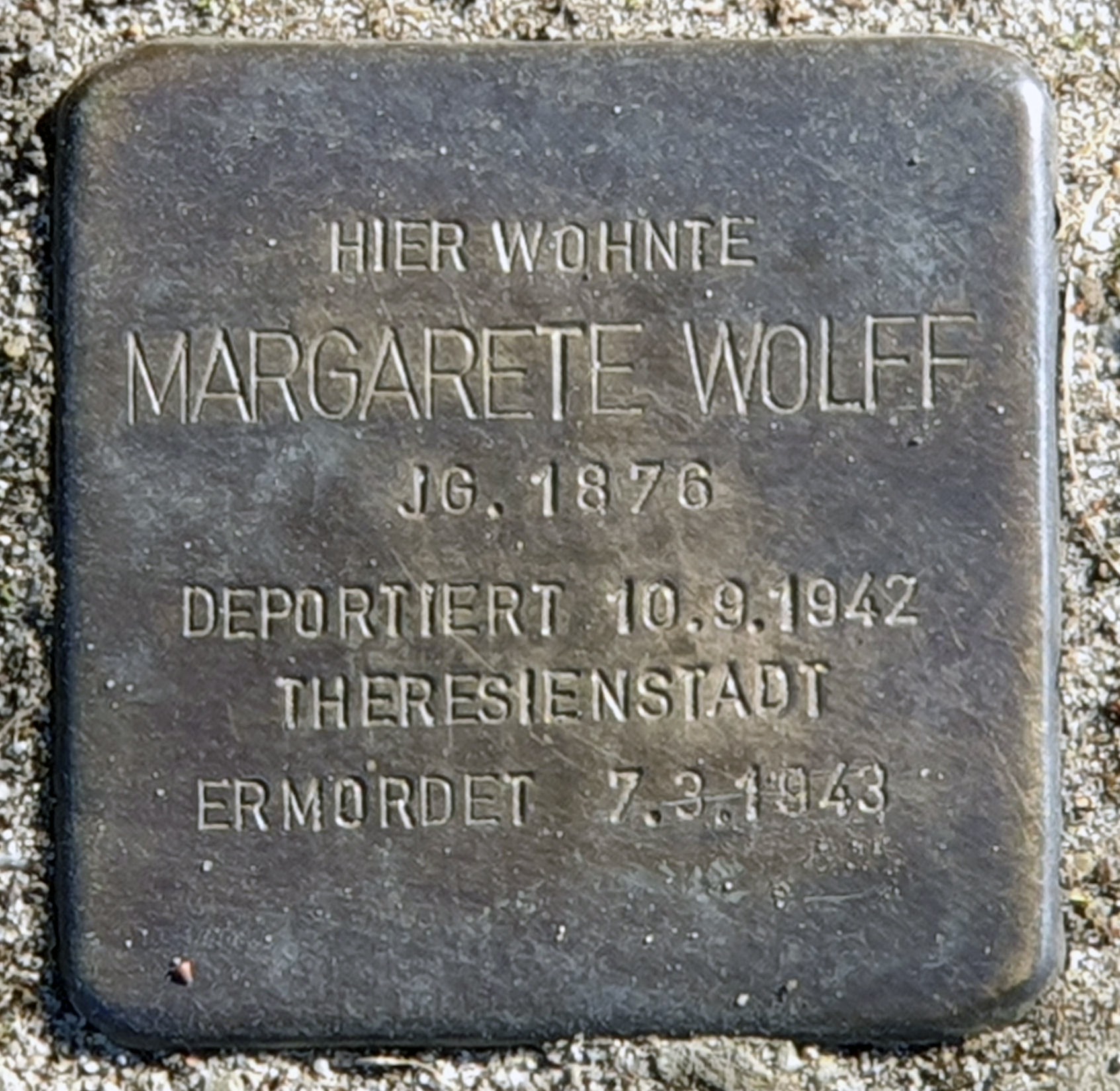
Stolperstein am Haus, Lindenthaler Allee 32, in Berlin-Schlachtensee

Margarete Wolff (geboren 30. April 1876 in Berlin; gestorben 7. März 1943 im Ghetto Theresienstadt) war eine deutsche Gewerkschafterin.

## Leben
Margarete Wolff wuchs als sechstes von zehn Kindern des Mediziners Ernst Wolff in Berlin auf, die Familie war jüdischer Herkunft. Sie musste als Haustochter die erkrankte und früh gestorbene Mutter ersetzen.
Wolff fand ein persönliches Vorbild in der Lehrerin Margarete Behm, die sich für die Organisierung der Heimarbeiterinnen  im Gewerkverein der Heimarbeiterinnen Deutschlands engagierte. 1905 wurde sie im Zehlendorfer Ortsverein der Heimarbeiterinnen ehrenamtliche Kassenführerin. Nach dem Tod ihres Vaters trat sie eine feste Stelle als Sekretärin in der Verwaltung der Berliner Organisation an. Nach dem Tod der Berliner Geschäftsführerin Therese de la Croix übernahm sie 1909 deren Funktion und wurde zur rechten Hand der Vereinsvorsitzenden Behm. Beide zogen in das 1910 erbaute „Haus Lehndorf“ in Berlin-Zehlendorf. Erholungsurlaube verbrachten sie gemeinsam im Schloss Labers bei Meran. Da das Haus in Zehlendorf etwas einsam gelegen war, zogen sie 1919 um in eine Stadtwohnung nach Berlin-Charlottenburg.
Wolffs Name stand 1919 als Kandidatin für die Wahl zur Weimarer Nationalversammlung auf einem Wahlzettel der rechtskonservativen und in Teilen antisemitischen Deutschnationalen Volkspartei (DNVP) neben den Namen Emil Ebersbach, Anna von Gierke, Karl Lahr und Gottfried Traub. Behm hingegen wurde gewählt und war bis 1928 Reichstagsabgeordnete der DNVP, und Wolff sorgte für den Gewerkverein und privat für den gemeinsamen Haushalt.
Nach Behms Tod 1929 wurde Wolff selbst Hauptvorsitzende des Gewerkvereins und übernahm die Schriftleitung der Zeitschrift Die Heimarbeiterin. Sie bearbeitete die autobiografischen Aufzeichnungen Behms und gab sie als Buch unter dem Titel Muttel Behm heraus. 1930 wurde sie in den Hauptvorstand des Gesamtverbandes der christlichen Gewerkschaften aufgenommen und war nun Mitglied im (Zentral-)Ausschuss des (christlich-nationalen) Deutschen Gewerkschaftsbundes (DGB). Nach der Machtübergabe an die Nationalsozialisten 1933 wurden die sozialistischen Gewerkschaften verboten, derweil die christlichen Gewerkschaften unter Bernhard Ottes Leitung sich selbst entmündigten und schließlich in der Deutschen Arbeitsfront gleichgeschaltet wurden. Wolff hatte daran als Mitglied des Hauptvorstandes teil.
Wolff wurde aus ihrem Gewerkschaftsamt entlassen, und es blieb ihr noch für eine kurze Zeit die Stelle als Geschäftsführerin einer vom Heimarbeiterinnenverband in den 1920er Jahren eingerichteten Werkstatt. Sie musste dann mehrfach innerhalb Berlins umziehen, scheint aber eine Emigration nicht geplant zu haben.
Am 10. September 1942 wurde Wolff mit dem 61. Alterstransport in das Ghetto Theresienstadt deportiert,  wo sie Anfang 1943 an den Haftbedingungen starb.
Beim Haus Lindenthaler Allee 32 in Berlin-Schlachtensee wurde 2013 ein Stolperstein verlegt.

## Schriften
- Die Tätigkeit des Gewerkvereins der Heimarbeiterinnen Deutschlands während des Krieges : Bericht. Berlin : Vaterländische Verlags- und Kunst-Anstalt, 1916.
- Von deutschen Heimarbeiterinnen. Bilder aus dem Leben.  Berlin : Druck der Vaterländischen Verlags- und Kunstanstalt, [ca. 1925] (digitalisiert).
- Muttel Behm : Aus einem reichen Leben. Potsdam : Stiftungsverlag, 1930.
- Eintrag Heimarbeit, in: Ludwig Heyde (Hrsg.): Internationales Handwörterbuch des Gewerkschaftswesens, Band 1, Berlin 1931, S. 711 f.
- mehrere Artikel in der Verbandszeitschrift Heimarbeit.